# Kraśniany
Kraśniany – wieś w Polsce położona w województwie podlaskim, w powiecie sokólskim, w gminie Sokółka.
Wieś królewska ekonomii grodzieńskiej położona była w końcu XVIII wieku  w powiecie grodzieńskim województwa trockiego. 29 lipca 1945 r. pod Kraśnianami miało miejsce największe starcie żołnierzy podziemia niepodległościowego z siłami narzuconego Polsce komunistycznego reżimu. W latach 1975–1998 miejscowość administracyjnie należała do województwa białostockiego.
Wierni kościoła rzymskokatolickiego należą do parafii św. Antoniego Padewskiego w Sokółce.